# Fome oculta
A Fome oculta, também referida como deficiência marginal, é uma carência não explícita (não aparente) de um ou mais micronutrientes no organismo, sendo atualmente identificada como o problema nutricional mais prevalente no mundo. Neste estado, os estoques de vitaminas e minerais diminuem silenciosamente, sem apresentar sinais nem sintomas, os quais, só ficam evidentes, quando o estágio mais grave da deficiência está instalado.
Constitui-se no estágio anterior ao surgimento de sinais e sintomas clínicos de carência detectáveis e não está necessariamente associado a patologias claramente definidas, como as observadas na má nutrição protéico-energética.
Esta carência pode ocorrer devido à deficiência de um micronutriente específico, porém, freqüentemente ocorre combinada com outras deficiências de vitaminas e minerais, em razão da estreita associação entre fontes alimentares, vias metabólicas e funções fisiológicas de forma que, carências múltiplas podem estar mascaradas pela carência maior de um único micronutriente.
A fome oculta compromete várias etapas do processo metabólico, merecendo destaque as alterações observadas no sistema imunológico e no desenvolvimento físico e mental do indivíduo. Ocorre quando, por razões econômicas, geográficas e/ou educacionais, o indivíduo têm acesso a uma dieta básica pouco diversificada e, normalmente, deficiente em vários micronutrientes, sendo o número de famílias afetadas ainda mais expressivo que os acometidos pela desnutrição protéico-energética.